# Бібакан
Бібака́н (каз. Бибақан) — село у складі Алакольського району Жетисуської області Казахстану. Входить до складу Сапацького сільського округу.
До 1999 року село  мало назву Успеновка.
Населення — 175 осіб (2021; 240 у 2009, 439 у 1999, 523 у 1989).